# Костёл Святого Станислава (Пинск)
Кафедральный костёл Святого Станислава (бел. Кафедральны касцёл Святога Станіслава) — католический храм в Пинске. Несохранившийся памятник белорусской архитектуры середины XVII века.

## История костёла
Строительство кафедрального костёла Святого Станислава было начато в 1635 году. Строился он при Пинском коллегиуме иезуитов на средства пинского старосты канцлера Великого княжества Литовского Альбрехта Станислава Радзивилла. Закончен в 1648 году. На то время являлся самым большим костёлом Великого княжества Литовского.
В мае 1657 года в склепе костёла захоронен католический святой Андрей Боболя; впоследствии его мощи перевезены в Варшаву.
В 1787—1799 годах костёл принадлежал униатам. После присоединения Белоруссии к Российской империи монастырь с костёлом у иезуитов отобрали и отдали базилианам. В 1800 году монастырь был освящён как православный Богоявленский (сюда перевели минский мужской Богоявленский монастырь). Когда Пинск оказался под властью Польши (1918—1938), в костёле Святого Станислава снова стали служить католики.
Русский писатель Н. С. Лесков, проезжавший через Пинск в конце XIX века, писал:

Костёл иезуитов, обращённый ныне в православный храм, чрезвычайно красив. Он построен ещё во время князей Вишневецких. Если смотреть на Пинск из-за реки Пины, то этот храм и дом Скирмунта как бы царят над деревянным городом. Внутри собора мы не могли найти ничего замечательного, кроме двух незабелённых фресок, всё остальное забелено.

О костёле в 1939 году есть любопытное воспоминание пинчанина-эмигранта Джулиуса Марголина (1900—1971):

…группа из 20 пособников с красными повязками на рукавах (в основном евреи-коммунисты) подбежали к стоя́щим орудиям и танкам на улице Пилсудского (Первомайская) и специально сказали, что якобы кто-то забрался на костёл и стреляет по Красной Армии и коммунистам. Подъехал танк и одно орудие, начали палить по башне и амвону. Крыша, одна башня и фрески были разрушены. Следов, что кто-то мог быть в здании, не было обнаружено.

В ту пору костёл внутри почти весь выгорел, обвалилась крыша.
В 1953 году при реконструкции города костёл взорвали.

## Архитектура костёла
Костёл построен из кирпича, типичного для монументального зодчества того времени ― размера 27 × 12 × 5 см. Объём костёл имел 40 тыс. м³, высота ― 28 м, наибольшая ширина фасада ― 25 м. В главной части фасада костёла имелись боковые крылья, завершаемые полукружиями стен с арочными проёмами. На фасаде также имелись две 11-метровые трёхъярусные башни. Кресты находились на высоте 28 м.
Как в большинстве иезуитских костёлов, внутренние деревянные стены костёла Святого Станислава были украшены художественной резьбой, свод ― фреской «Иисус, воскрешающий Лазаря». Внутри костёла стояли попарные колонны. Над боковыми нефами на втором и третьем этажах размещались пространства для хоров.
Историк белорусской архитектуры Тамара Габрусь предполагает, что «интерьеры костёла и коллегиума, наверное, украшали художники-иезуиты Якуб Бретзер (1690—1733) и Игнатий Доретти (1703—1763). Стены костёла были расписаны фресками на темы жития св. Станислава».
В 1749—1753 годах архитектор Ян Тупальт (1707—1769) затеял крупную перестройку костёла. Искусствовед С. Адамович пишет: «Именно тогда были возведены каменные башни вместо деревянных, фасады украшены гипсовыми скульптурами, а с обеих сторон фасада возведены оригинальные крылья, которые служили также колокольнями. По свидетельству современников, костёл впечатлял не только своими размерами, но и особой работой лучших европейских мастеров, создавших галерею великолепных фресок, украсили интерьер храма резьбой по дереву, скульптурными композициями, изделиями из бронзы».
После упразднения ордена иезуитов в 1773 году костёл обновлялся после пожара и обвала перекрытий ― то есть, он, видимо, был целиком перестроен в третьей четверти XVIII века в стиле позднего барокко.
В Беларуси существовал ещё один костёл Святого Станислава (1454—1842) ― в Мяделе.
В Могилёве кафедральный собор Святого Станислава носит ещё второе имя — Собор Успения Девы Марии.